# دنیای آینده (فیلم)
دنیای آینده (انگلیسی: Future World) یک فیلم در ژانر اکشن و علمی تخیلی به کارگردانی جیمز فرانکو است که در سال ۲۰۱۸ منتشر شد.

## بازیگران
- جیمز فرانکو
- سوکی واترهاوس
- مارگاریتا لیویوا
- اسنوپ داگ
- توین شدو
- متد من
- لوسی لیو
- میلا یوویچ